# Super Mario Galaxy
Super Mario Galaxy (スーパーマリオギャラクシー Sūpā Mario Gyarakushī) udkom til Nintendo Wii den 16. november 2007 i Danmark. Bag spillet står Nintendos mest kendte kunstner, Shigeru Miyamoto – manden bag en række af Nintendos kendte spilfigurer, bl.a. Mario og Link (Zelda). Spillet er udviklet af Nintendo EAD Toyko, som også stod bag Donkey Kong Jungle Beat.
Spillet gør brug af den nye controller til Wii, men samtidig minder spillet også om klassikeren Super Mario 64 til Nintendo 64.
Mario skal, som titlen antyder, denne gang ud i rummet og gå på opdagelse på en række planeter, hver med sin egen udfordring. Begrebet "tyngdekraft" får en helt ny betydning, da Mario kan befinde sig med hovedet nedad på samtlige planeter.

## Anmeldelser
Gratismagasinet Gamereactor gav spillet 10/10 i deres anmeldelse (november 2007), hvor de også skrev: "Super Mario Galaxy er ikke kun det bedste spil til Wii hidtil, men nok det mest omfattende, innovative og imponerende platformspil siden Super Mario 64."
Mange andre hjemmesider har også givet spillet 10/10 scores, og IGN gik så vidt som til at give det 0,3 højere end det meget roste Halo 3 til Xbox 360.